# Traminda syngenes
Traminda syngenes är en fjärilsart som beskrevs av Louis Beethoven Prout 1916. Traminda syngenes ingår i släktet Traminda och familjen mätare. Inga underarter finns listade i Catalogue of Life.